# اضطرابات النمو المعقدة المتعددة
اضطرابات النمو المعقدة المتعددة (MCDD) هي فئة من البحوث المقترحة لإضافة العديد من الأعراض العصبية والنفسية حيث لاحظت على الأقل بعض الأعراض لأول مرة خلال الطفولة المبكرة وهي مستمرة طوال الحياة. واشير في الأصل أن يكون نوع فرعي من اضطرابات طيف التوحد (PDD) وهو مشترك مع مرض داء الفصام أو اضطرابات ذهنية أخرى؛ ومع ذلك، هناك بعض الجدل ان الجميع ليسوا مع MCDD الذي يجمع معايير لكل من PDD والذهان. وقد ابتكر مصطلح اضطرابات النمو تعدد من قبل دونالد ج. كوهين في عام 1986.

## معايير التشخيص
معايير التشخيص الحالية لMCDD هي محل جدل نتيجة عدم وجودها في DSM-IV أو ICD-10. والمواقع المختلفة تحتوي على معايير تشخيصية عديدة. وثلاثة من التصنيفات التالية على الأقل ينبغي توفرها. وهناك مجموعة أعراض مشتركة غالبا لا يمكن تفسيرها على نحو أفضل من خلال كونها أعراض اضطراب أخرى مثل المعاناة من تقلبات المزاج نتيجة مرض التوحد، وصعوبات في الإدراك نتيجة انفصام الشخصية، وغير ذلك. وعلى وجه الدقة المعايير التشخيصية لMCDD لا تزال غير واضحة ولكن قد يكون التشخيص مفيد للأشخاص الذين لا ينتمون إلى أي فئة محددة. ويمكن أيضا أن يقال إن MCDD هو مصطلح غامض وغير مفيد لهؤلاء المرضى

## أعراض ذهنية
تم التعرف على اعراض الاضطراب الذهني
وتشمل بعض هذه الأعراض:
1-	أوهام مثل التفكير العميق والانشغال بجنون العظمة و أوهام السلطة المطلقة الشخصية و الانخراط كثيرا مع الشخصيات الخيالية وأوهام العظمة بسلطات استثنائية و رجعية التفكير و الخلط بين الخيال والحياة الحقيقية.
2-	الهلوسة / أو التجارب الحسية الغير عادية.
3-	الأعراض السلبية (انعدام التلذذ و ذهان عاطفي وحماقة وانعدام الإرادة).
4-	سلوكه أو نطقه غير منظم كالاضطراب في التفكير ويسهل على الآخرين ارباكه ولانفعالاته غير لائقة كتعبيرات وجهه، والضحك الذي لا يمكن السيطرة عليه.
5-	السلوك الجامودي .

## الأعراض الانفعالية والسلوكية
هذه الأعراض ليست ناتجة من حالات مثل ان يصبح الشخص مكتئب بسبب صعوبة تكوين صداقاته. فمن الطبيعي أن يتعرض للانفعالات وسلوكيات الاختلال الوظيفي في بعض الأحيان. ويتم استيفاء معايير الاضطربات العصبية أو الشخصية، ويفضل أن لا يقل عن اثنين.
وقد تشمل بعض الأعراض:
1-	الاكتئاب.
2-	الهوس.
3-	القلق.
4-	الغضب.
5-	أعراض فصامية مثل تبدد الشخصية، التخلف عن الواقع، ديجافو.
6-	عدم الاستقرار العاطفي.
7-	سلوك مضطرب عقليا.
8-	النرجسية.
9-	جنون العظمة.
10-	الوسواس القهري.

## أعراض التوحد
يتم استيفاء معايير اضطراب طيف التوحد.
وقد تشمل بعض الأعراض:
صعوبات في المهارات الاجتماعية.
السلوك وأنماط متكررة.
اضطراب المعالجة الحسية. (المهارات الحركية الفقيرة والمعالجة السمعية الفقراء وضعف الإدراك العمق)
الكسيثيميا . (صعوبة في التعبير عن الذات، صعوبة في فهم الانفعالات والتفكير الملموس الحرفي)
قلة التواصل يالعين.
حدة في المصالح فردية.
قلة الاهتمام في العاب اللباس في مرحلة الطفولة.